# Hans-Joachim Bargmann
Hans-Joachim Bargmann (* 31. August 1928 in Opladen; † 21. Oktober 1972) war ein deutscher Politiker der SPD.

## Leben

### Ausbildung und Beruf
Hans-Joachim Bargmann besuchte die Volksschule und das Gymnasium, das er mit dem Abitur abschloss. Im Anschluss belegte er ein Studium der klassischen Philologie, der evangelischen Theologie, der Soziologie, der Politologie und des öffentlichen Rechts in Karlsruhe, Münster und Marburg. Ab 1954 war er  im Schuldienst in Hessen und Nordrhein-Westfalen. 1964 wurde er Oberstudiendirektor und Leiter eines Gymnasiums. Bargmann fungierte ab Oktober 1970 als Beigeordneter für Schule und Sport der Stadt Essen. Er gilt als Mitinitiator zur Gründung der Universität-Gesamthochschule-Essen.

### Politik
Hans-Joachim Bargmann war ab 1956 Mitglied der SPD. Auch war er Mitglied der Gewerkschaft Erziehung und Wissenschaft. Als Bundesvorsitzender der Arbeitsgemeinschaft sozialdemokratischer Lehrer (ASL) war er von 1966 bis 1968 tätig. Weitere seiner politischen Ämter waren: Vorsitzender der bildungspolitischen Kommission beim Landesvorstand der SPD und stellvertretender Vorsitzender des SPD-Kreisverbandes Wattenscheid. Von 1964 bis 1969 wirkte er als Ratsherr der Stadt Wattenscheid, davon drei Jahre als Fraktionsvorsitzender der SPD. Bargmann war geschäftsführendes Vorstandsmitglied des "aktuelles forum e.V." Er war ständiger Mitarbeiter und zeitweiliger Mitherausgeber der Zeitschrift "bildung und politik".
Hans-Joachim Bargmann war vom 25. Juli 1966 bis zu seinem Unfalltod am 21. Oktober 1972 direkt gewähltes Mitglied des 6. und 7. Landtages von Nordrhein-Westfalen für den Wahlkreis 104 Wattenscheid.

## Ehrungen
Nach seinem Unfalltod wurde eines der ersten Gebäude (R12) der Universität-Gesamthochschule Essen ihm zu Ehren Bargmanngebäude benannt.
Seit 2011 ist eine Straße in der neugebauten Grüne Mitte in Essen nach Bargmann benannt.